# Adlán Akiyev
Adlán Dzhunídovich Akíyev –en ruso, Адлан Джунидович Акиев– (30 de marzo de 1993) es un deportista ruso que compite en lucha grecorromana.
Ganó una medalla de bronce en el Campeonato Mundial de Lucha de 2021 y dos medallas en el Campeonato Europeo de Lucha, oro en 2021 y bronce en 2017.

## Palmarés internacional
| Campeonato Mundial | Campeonato Mundial | Campeonato Mundial | Campeonato Mundial |
| Año                | Lugar              | Medalla            | Categoría          |
| ------------------ | ------------------ | ------------------ | ------------------ |
| 2021               | Oslo (Noruega)     | Medalla de bronce  | 82 kg              |
| Campeonato Europeo |                    |                    |                    |
| Año                | Lugar              | Medalla            | Categoría          |
| 2017               | Novi Sad (Serbia)  | Medalla de bronce  | 80 kg              |
| 2021               | Varsovia (Polonia) | Medalla de oro     | 82 kg              |